# Harald Wolff (Maler)
Harald Wolff (* 29. Mai 1950 in Berlin) ist ein deutscher Maler und Grafiker, der in Berlin und Paris lebt.

## Leben und Werk
Harald Wolff absolvierte sein Studium als Meisterschüler von Martin Engelman an der Hochschule der Künste Berlin. Schon während des Studiums führte ihn die Suche nach einer alternativen Arbeitsmöglichkeit nach Frankreich und Paris. Es schlossen sich Arbeitsaufenthalte in Italien, Israel, Dänemark, Slowenien, China und Spanien an. In den zu Anfang eher gegenstandslosen Malereien und Zeichnungen schieben sich in den Jahren 1978–1981 ablesbare figürliche Elemente.

## Rezeption
„Die Tafelbilder Wolff’s (die Zeichnungen sowie druckgrafischen und Papierarbeiten eingeschlossen) sind primär also die planimetrische Grundvoraussetzung, um Illusionsräume ins Leben zu rufen, die ihrerseits erst die Möglichkeit der Erfahrung von Bewegung im Raum zur Folge haben. Denn genau das ist es, was uns an allen Bildern dieses Künstlers in den Bann zieht: Die Meisterschaft, mit welcher Harald Wolff uns Bewegung und Geschwindigkeit miterlebbar werden lässt. Es ist ein ständiges Wechselspiel aus statischen Bildelementen, flächigen und/oder den Raum akzentuierenden Architekturfragmenten, die stets gemeinsam antreten, um gegenüber sehr sparsam gesetzten, reduzierten Liniengebilden zu bestehen: Aber letztendlich steigern sie nur deren expressive Wahrnehmung. “

## Einzelausstellungen (Auswahl)
- 2001: Kunsthaus Friesenpark (Delmenhorst)
- 2002: Kommunale Galerie Charlottenburg-Wilmersdorf (Berlin)
- 2003: Außenministerium (Berlin)
- 2008: Bastion de France (Porto Vecchio, Korsika)
- 2012: St.-Lamberti-Kirche, „The Twelve Tribes“ (Oldenburg)
- 2015: Blackmore’s Musik-Lounge (Berlin), Artistes en résidence, (Moulins)